# Chambo (canton)
Chambo est un canton d'Équateur situé dans la province de Chimborazo.